# (Get A) Grip (On Yourself)
"(Get a) Grip (On Yourself)" is een single van The Stranglers, afkomstig van het studioalbum Rattus Norvegicus. Het nummer dient als debuutsingle van de band en debuteerde op de 44e positie van de UK Singles Chart (1977).
Hugh Cornwell schreef het nummer en Martin Rushent was verantwoordelijk voor de productie.

## Hitlijst
| Hitlijst (1977)  | Hoogste positie |
| ---------------- | --------------- |
| UK Singles Chart | 44              |